# Nemacheilus longipectoralis
Nemacheilus longipectoralis är en fiskart som beskrevs av Popta, 1905. Nemacheilus longipectoralis ingår i släktet Nemacheilus och familjen grönlingsfiskar. Inga underarter finns listade i Catalogue of Life.